# Shawntel Smith
Shawntel Smith Wuerch, née le 16 septembre 1971 à Muldrow, en Oklahoma, aux États-Unis est couronnée Miss Oklahoma (en) 1995, puis Miss America 1996.

### Source de la traduction
- (en) Cet article est partiellement ou en totalité issu de l’article de Wikipédia en anglais intitulé « Shawntel Smith » (voir la liste des auteurs).